# 螃蟹
蟹类也称螃蟹或蠏，是甲壳亚门十足目短尾下目（学名：Brachyura）的水生/半水生节肢动物。大多数蟹类是生活在海洋环境中的底栖动物，但有约1300个物种是在淡水环境栖息的淡水蟹，除此之外还有少数能完全在陆地环境中产卵繁衍的陆生蟹（如相手蟹科的吸血鬼蟹以及方蟹科和溪蟹科的一些成员）。
蟹类的体型呈现特征是其腹部演化成了一个极其短小扁平的三角形尾部向前对折藏在头胸部下方（其下目因而得名），其头胸部呈横宽直短的形状且外骨骼显著硬化。蟹类的十条腿中的第一对变成专职觅食的钳肢（螯），尺寸往往很大，有的种类（如招潮蟹）的螯则不对称。大多数蟹类都采取侧向爬行的运动方式，少数类群（如蛙蟹）可以进行前后爬行，其中一些（如梭子蟹和黎明蟹）还可以长期在开放水域游泳，因此最后一对腿演变了拥有扁平末端以便划水的泳足。
蟹类是杂食动物，主要以藻类、碎屑、尸体和其它无脊椎动物为食，是各地水域生态系统食物网重要的一环。蟹肉也是人类食谱常见的海鲜，全球每年捕获和养殖的总产量高达约150万吨，占甲壳类水产的五分之一。

## 形態

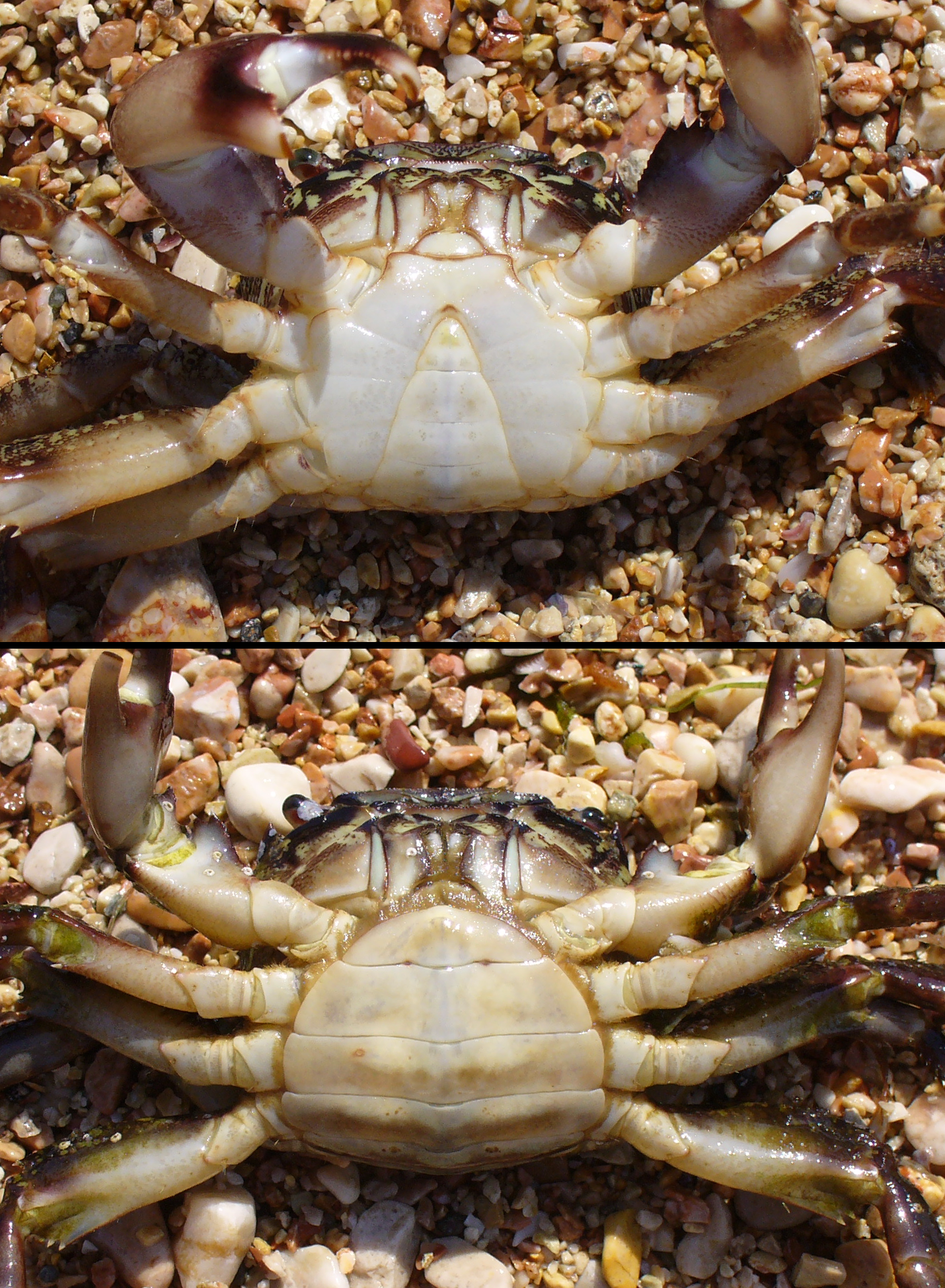
雄性（上）和雌性（下）雲斑厚紋蟹的腹部

蟹一般都有甲殼素為主要構成物質的外骨骼，同時有一對螯。
最小的蟹為豆蟹，體長只有幾毫米，而最大的甘氏巨螯蟹算上腿部展開可達4（13英尺）。
短尾类的下腹实际上是很短的尾甲变形而成的，在长尾类动物（如虾）中这个尾甲直接连在它们的尾部背部，在短尾类中则在腹部胸甲的下面。这是这个类的名称的来源。
蟹類一般都有明顯的兩性異形特征。雄性有更大的螯，這一特征在招潮蟹身上尤其明顯，招潮的這種巨大的螯在吸引伴侶方面有極大作用。另一明顯的區別是其腹部，大多數雄蟹的腹部呈窄三角形，而雌蟹的腹部則更大更圓，主要原因之一是雌蟹的腹部有儲藏卵的功能。完全生活在海水裡的螃蟹外殼上會寄生有藤壺等小生物。
螃蟹的眼睛位于一对眼柄上，能夠自由縮進凹槽中以保護眼珠。它们可以很快地向侧面运动。螃蟹有两对触角，第一触角较短，靠内侧；第二触角较长，靠外侧。

## 演化

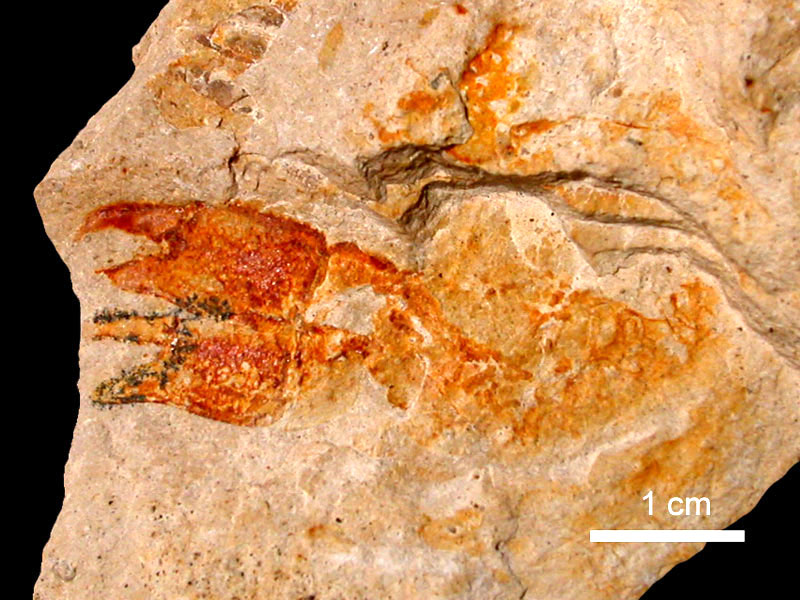
發現於阿根廷的侏羅紀時代的蟹化石

蟹原本被科學家認為是單源群，但現在認為蟹至少有兩個進化枝，分別位於舊世界和新世界。最古老的蟹化石發現於侏羅紀，而石炭紀的生物Imocaris也可能是一種原始蟹類，但由於只發現了其甲殼而不能確定。蟹在白堊紀開始向世界各地輻射，這可能和大陸漂移或其捕食者硬骨魚的輻射有關。

## 習性

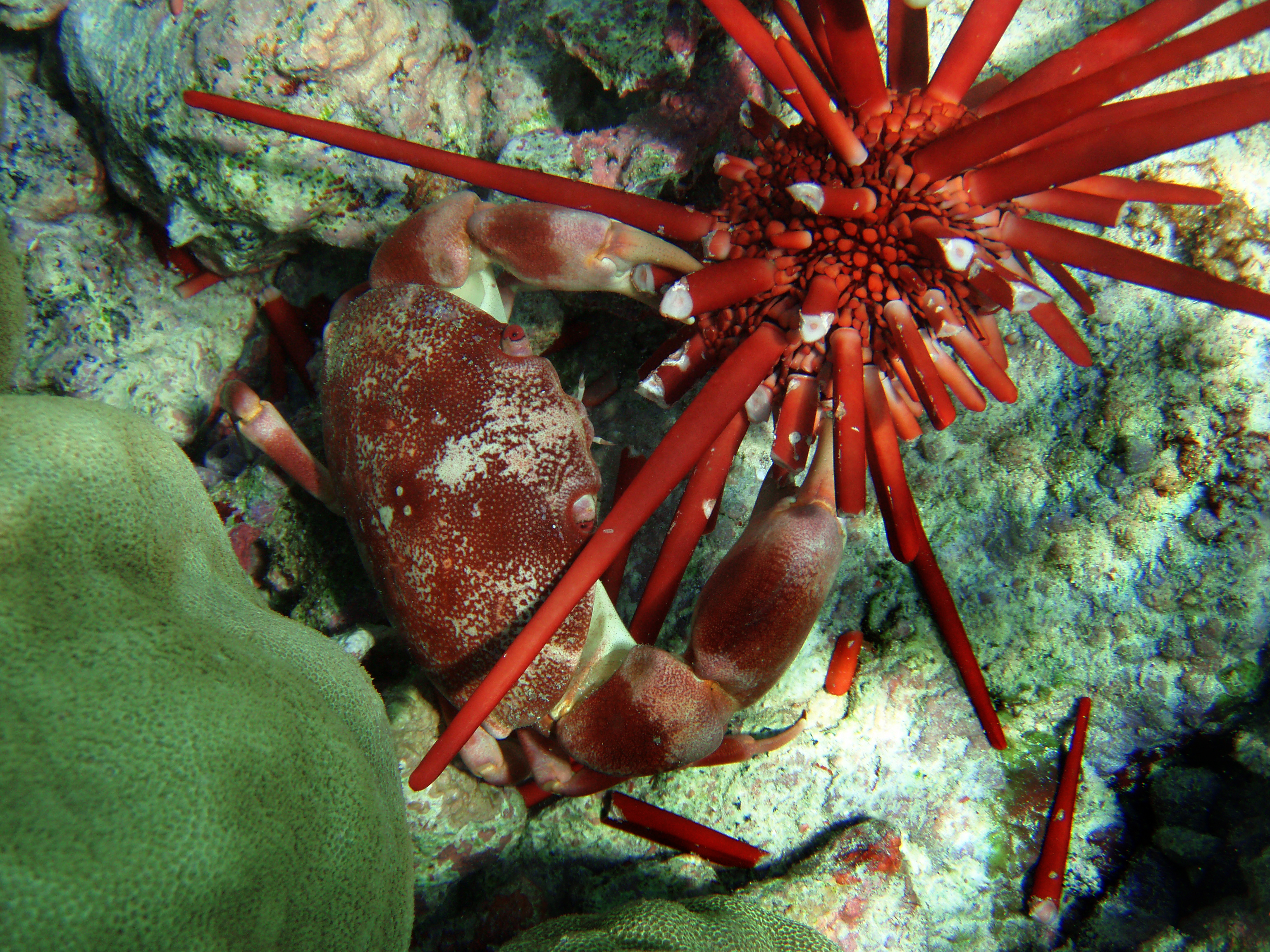
夏威夷，一隻隆背瓢蟹在捕食海膽

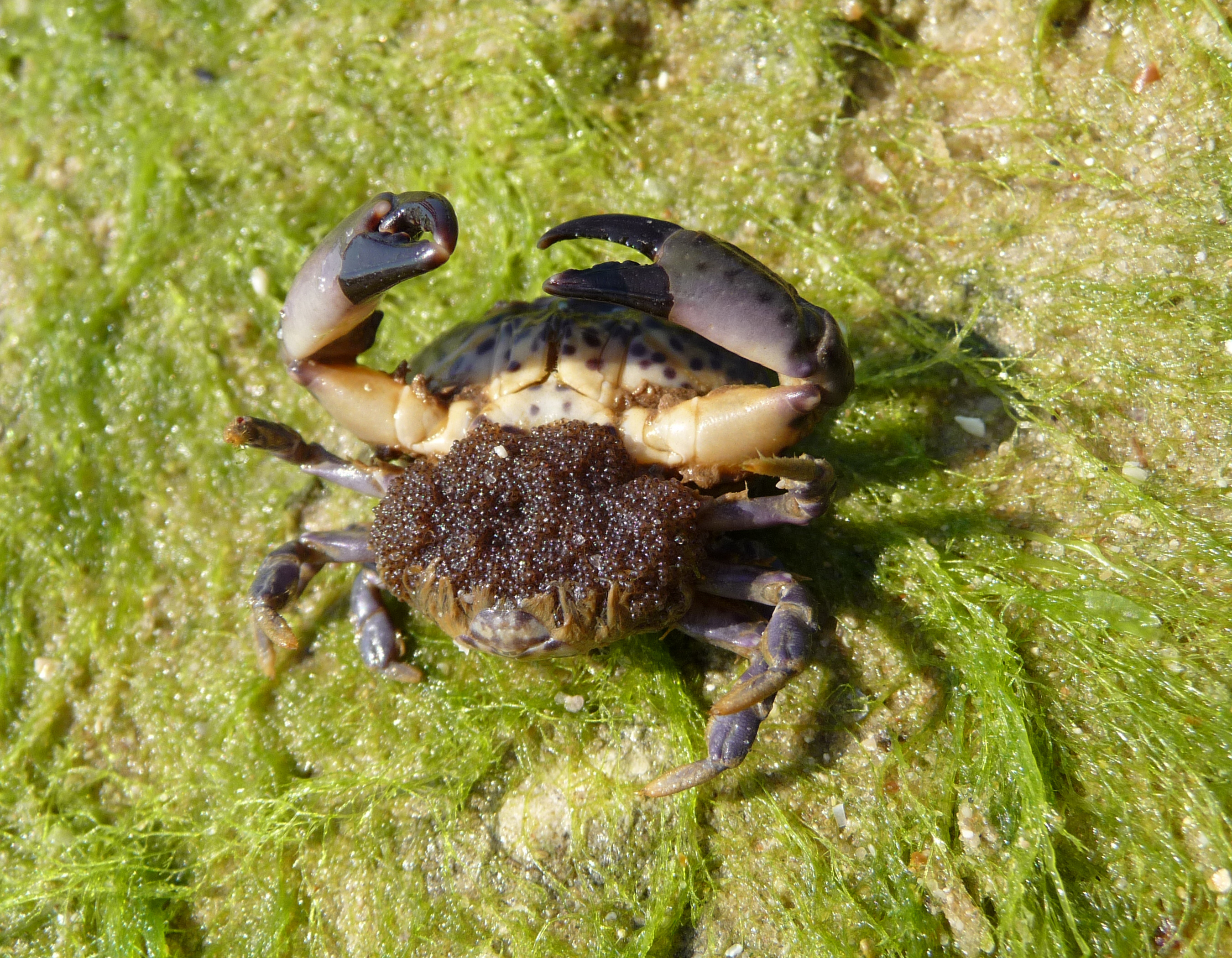
黑海裏抱卵的一只扇蟹科物种（Xantho poressa）

在世界所有大洋中都有蟹的蹤跡，許多淡水河流、湖泊中也可以找到蟹。它們或是水生、陸生，或是半陸生生物，例如地蟹則只生活在熱帶陸地上。
因為腿關節構造的緣故，螃蟹橫着走會比較迅速，因此它們一般都是橫着行進的。但也有一些蟹，例如蛙蟹科的一些生物也會直着或倒退着行進。黎明蟹科、梭子蟹科和其他一些蟹還會游泳，特別是梭子蟹科生物，它們的最後一對足已經進化成扁平的桨狀來協助游泳:96。
蟹是一種比較活躍的生物，其習性也比較複雜。它們常集體行動來尋找食物，并通過發出聲音或揮動大螯來進行交流。另一方面，蟹類一般都有侵略性，尤其是雄性時常通過打斗來爭奪配偶與食物。當螃蟹向同類發起挑戰時，牠會走向對方面前並高舉雙螯以示威嚇。通常在這樣的情況下，體型較小的一方會主動投降撤退。反之將大打出手。。它們常把巢築在岩石嶙峋的岸邊以石縫為家，而它們有時也通過打斗來爭奪巢穴。招潮則傾向於挖洞將巢築在泥沙中:28–29, 99。有些共生蟹以珊瑚等軟體動物的構造為家。
蟹是雜食動物，主食為藻類。視乎種類，也可能會以其他微生物、軟體動物、菇類、節肢動物、細菌、碎屑等為食。對螃蟹整體而言，雜食習性可以加快成長、并提高適應度。。 蟹膏亦會應其進食的食物，而呈現不同顏色：例如以藻類為主食的蟹，蟹膏一般呈綠色；以海洋微生物為主食的蟹，蟹膏則呈黃色。不過也有螃蟹單吃特定食物。:85

### 痛覺
2005年挪威科學家的研究顯示螃蟹沒有痛覺，但此说争议非常大，螃蟹、虾都有阿片类受体，也都能对阿片类镇痛物质有反应，反应方式和脊椎动物一样，这表明它们有感受疼痛的可能。2007年英国王后大学的研究人员用虾做实验，在虾的触角涂抹上氢氧化钠或醋酸，发现虾会梳理触角或对着水缸壁摩擦触角，试图把上面的刺激物清除掉。使用局部麻醉剂后，虾就不再对触角上的刺激物有反应。2009年，同一个实验室的人用寄居蟹做了一个更精细的实验。研究人员把一批寄居蟹分成两组，一组在其寄居壳上钻孔插入电线，用微弱的电流刺激寄居蟹的腹部，一组作为对照组没有接受电刺激。一部分受到电刺激的寄居蟹冒着生命危险离开了寄居壳。剩下的寄居蟹，在它们的附近放上新的贝壳，这时大部分寄居蟹会抛弃旧壳选用新壳，但是受电刺激的寄居蟹挑选新壳的数量比对照组的多，冲向新壳的速度更快，查看新壳的时间更短。新壳是在电刺激停止后才提供的，寄居蟹的这种表现就不是对电刺激的反射，而更可能是电刺激给它们留下了痛苦的记忆，所以即使电刺激已停止，也让它们觉得旧壳不值得迷恋。

## 分類
短尾下目下共有93科6,793種生物，過往主要分成六個派。這六個派有兩種分法：
1. 其一為[31]：
  1. 古短尾派（Archaeobrachyura）
  2. 方頭派（Brachyrhyncha）
  3. 黃道蟹派（Cancridea）
  4. 綿蟹派（Dromiacea）
  5. 尖口派（Oxystomata）
  6. 尖頭派（Oxyrhyncha）
2. 其二為[32]：
  1. 短額派（Brachyrhyncha）
  2. 黃道蟹派（Cancridae）
  3. 綿蟹派（Dromiacea）
  4. 裸甲派（Gymnopleura）
  5. 尖口派（Oxystomata）
  6. 尖額派（Oxyrhyncha）

儘管譯名可能略有不同，但分類則大同小異。不過到了1990年代，由於遺傳工程學的長足發展，生物學家透過比較不同蟹種之間在精子、線粒體等細胞層面的分別時，按其異同，把短尾下目的種屬重新分類。不過由於這分類與過往的分類差別太大，亦有機構不再為各種蟹種詳細分類，而一律以科來分門別類。

## 與人類的關係
巨蟹座、蟹狀星雲脈衝星都以其蟹形而知名。英語中癌症的常用詞“cancer”，则是借由螃蟹拉丁语词而源自螃蟹的古希腊语词，因为患有癌性肿瘤时扩大的静脉类似于螃蟹的腿；与此类似，很多其它语言中的癌症都是來自螃蟹，如。螃蟹在古秘魯的莫切文化中是主要的藝術構成物之一。

### 捕撈
全球每年捕獲、養殖并消費的甲殼動物中有20%為螃蟹，總量達150萬噸，其中五分之一為三疣梭子蟹，其他常見的種類還包括可口美青蟹、食用黄道蟹、首长黄道蟹和锯缘青蟹，其年產量都在兩萬噸以上。
一些蟹在取下其螯之後還會再次被放回水中，以期循環利用。

### 食材
由于螃蟹高膽固醇、高嘌呤，痛风患者食用時應自我節制，患有感冒、肝炎、心血管疾病的人不宜食蟹。死蟹多数情况不宜食用，因其可能含有大量细菌和毒素。
自古以來蟹即是中国人的美食，东汉郑玄注《周礼·天官·庖人》：“荐羞之物谓四时所膳食，若荆州之鱼，青州之蟹胥。”吕忱在《字林》中解释说：“胥，蟹酱也。”隋煬帝以蟹為食品第一，宋元时期流行吃“洗手蟹”，係以盐、酒、橙皮、花椒等调料腌渍而成。明代的漕书为了吃蟹，用锤、刀、钳等三件来对付蟹之硬壳。在晚清，苏州人制作专门用以吃蟹的工具“蟹八件”，“蟹八件”一度成了苏州人嫁女的嫁妆，而鼎盛时期蟹工具竟多达六十四件。鲁迅也曾说过：“第一次吃螃蟹的人是很可佩服的，不是勇士谁敢去吃它呢？”
中国有中秋前后食用淡水蟹的传统，由于传统上中医认为蟹性寒，故常用薑茸、紫蘇等配置食蟹使用的调料。而蟹黃又可以做成蟹黃湯包等食物。除中國外，世界其他國家地區也有以蟹為美食者，世界上最大的蟹类进口国和地區是日本、法国、西班牙、香港、美国、加拿大和葡萄牙，它们因此也是蟹类消费大国。

## 延伸阅读
[在维基数据编辑]
 《欽定古今圖書集成·博物彙編·禽蟲典·蟹部》，出自陈梦雷《古今圖書集成》
 维基共享资源上的相關多媒體資源：螃蟹
 維基物種上的相關：螃蟹